# Fenioux (Deux-Sèvres)
Fenioux és un municipi francès situat al departament de Deux-Sèvres i a la regió de la Nova Aquitània. L'any 2007 tenia 723 habitants.

## Demografia

### Població
El 2007 la població de fet de Fenioux era de 723 persones. Hi havia 299 famílies de les quals 60 eren unipersonals (28 homes vivint sols i 32 dones vivint soles), 135 parelles sense fills, 80 parelles amb fills i 24 famílies monoparentals amb fills.
La població ha evolucionat segons el següent gràfic:
Habitants censats

### Habitatges
El 2007 hi havia 380 habitatges, 298 eren l'habitatge principal de la família, 41 eren segones residències i 41 estaven desocupats. 370 eren cases i 9 eren apartaments. Dels 298 habitatges principals, 240 estaven ocupats pels seus propietaris, 50 estaven llogats i ocupats pels llogaters i 8 estaven cedits a títol gratuït; 1 tenia una cambra, 14 en tenien dues, 44 en tenien tres, 88 en tenien quatre i 151 en tenien cinc o més. 241 habitatges disposaven pel capbaix d'una plaça de pàrquing. A 141 habitatges hi havia un automòbil i a 130 n'hi havia dos o més.

### Piràmide de població
La piràmide de població per edats i sexe el 2009 era:
| Homes | Edats   | Dones |
| ----- | ------- | ----- |
| 0     | 95 o +  | 0     |
| 0     | 90 a 94 | 0     |
| 4     | 85 a 89 | 12    |
| 4     | 80 a 84 | 16    |
| 16    | 75 a 79 | 36    |
| 8     | 70 a 74 | 16    |
| 32    | 65 a 69 | 28    |
| 16    | 60 a 64 | 28    |
| 16    | 55 a 59 | 28    |
| 24    | 50 a 54 | 8     |
| 32    | 45 a 49 | 32    |
| 24    | 40 a 44 | 24    |
| 28    | 35 a 39 | 24    |
| 16    | 30 a 34 | 28    |
| 8     | 25 a 29 | 4     |
| 8     | 20 a 24 | 12    |
| 28    | 15 a 19 | 16    |
| 28    | 10 a 14 | 20    |
| 28    | 5 a 9   | 24    |
| 4     | 0 a 4   | 12    |

## Economia
El 2007 la població en edat de treballar era de 435 persones, 306 eren actives i 129 eren inactives. De les 306 persones actives 280 estaven ocupades (163 homes i 117 dones) i 26 estaven aturades (9 homes i 17 dones). De les 129 persones inactives 61 estaven jubilades, 37 estaven estudiant i 31 estaven classificades com a «altres inactius».

### Ingressos
El 2009 a Fenioux hi havia 304 unitats fiscals que integraven 719 persones, la mediana anual d'ingressos fiscals per persona era de 14.440 €.

### Activitats econòmiques
Dels 20 establiments que hi havia el 2007, 2 eren d'empreses alimentàries, 1 d'una empresa de fabricació d'altres productes industrials, 6 d'empreses de construcció, 1 d'una empresa de comerç i reparació d'automòbils, 1 d'una empresa de transport, 2 d'empreses d'hostatgeria i restauració, 1 d'una empresa d'informació i comunicació, 1 d'una empresa financera, 1 d'una empresa immobiliària, 1 d'una entitat de l'administració pública i 3 d'empreses classificades com a «altres activitats de serveis».
Dels 9 establiments de servei als particulars que hi havia el 2009, 1 era una oficina de correu, 2 paletes, 1 guixaire pintor, 1 fusteria, 1 electricista, 2 perruqueries i 1 restaurant.
Dels 2 establiments comercials que hi havia el 2009, 1 era una fleca i 1 una carnisseria.
L'any 2000 a Fenioux hi havia 57 explotacions agrícoles que ocupaven un total de 2.405 hectàrees.

## Equipaments sanitaris i escolars
L'únic equipament sanitari que hi havia el 2009 era una farmàcia.
El 2009 hi havia una escola elemental.

## Poblacions més properes
El següent diagrama mostra les poblacions més properes.